# Expérimentation animale
 (janvier 2021).

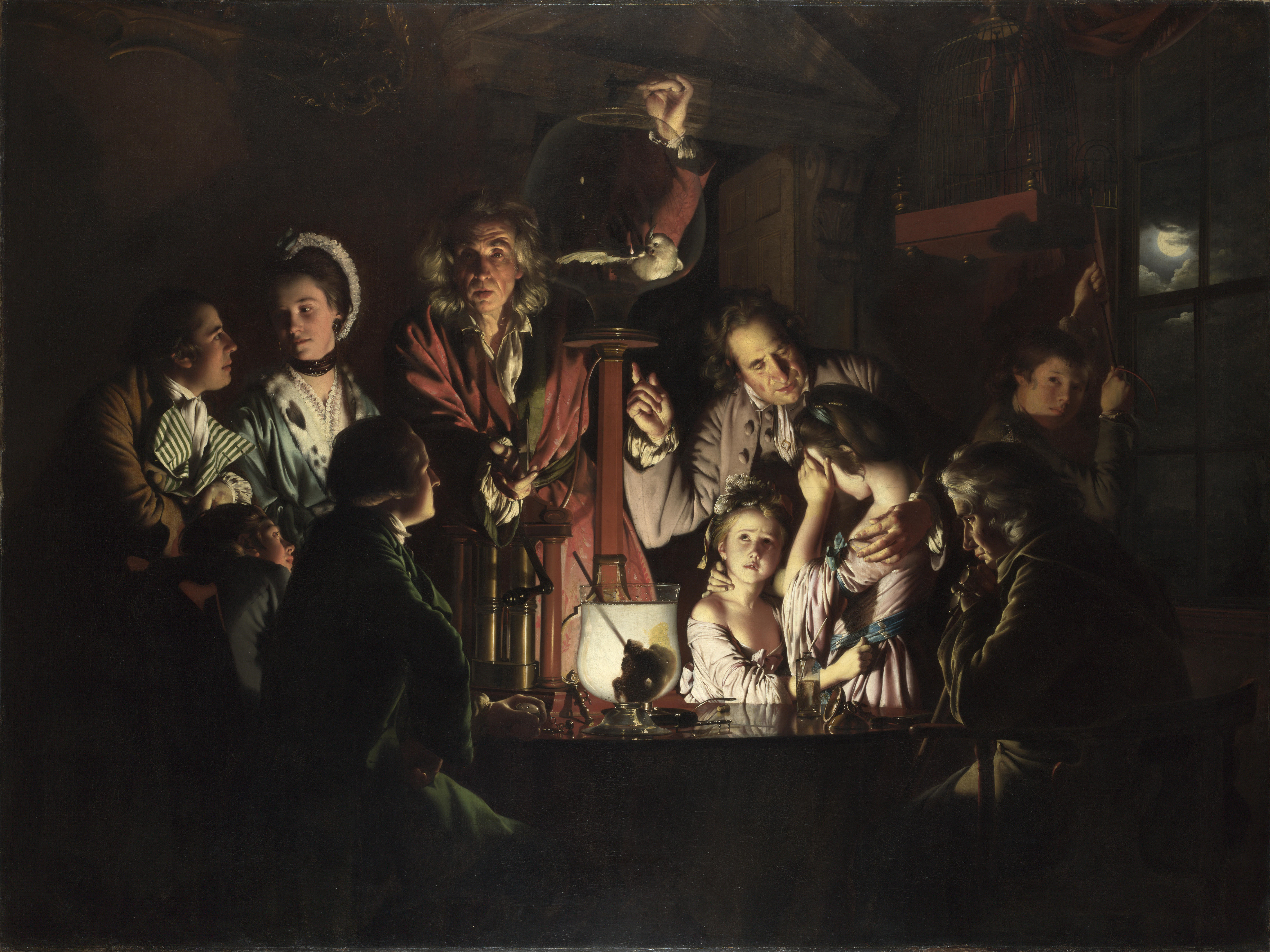
Expérimentation animale au XVIIIe siècle ; avec exposition d'un oiseau au vide d'air, produit par une pompe à air, par Joseph Wright of Derby, 1768.

L’expérimentation animale consiste à utiliser des animaux comme substituts ou « modèles » pour mieux comprendre la physiologie d'un organisme et ses réponses à divers facteurs (alimentation, environnement, agents pathogènes) ou substances (pour en tester, vérifier ou évaluer l'efficacité, l'innocuité ou la toxicité). Il s'agit généralement de tenter de prévoir ce qui se passe chez l'espèce humaine sans exposer de personnes humaines aux risques, aux contraintes et aux souffrances (douleurs et/ou stress) susceptibles d'être générées par les expérimentations.
Historiquement, la vivisection est apparue durant l'Antiquité. Après une absence relative au Moyen Âge, elle a été explorée à nouveau durant la Renaissance, puis systématisée au XIXe siècle, en particulier sous l'impulsion des physiologistes français tels que Claude Bernard. L'apparition de la bactériologie et des sérums à la fin du XIXe siècle a marqué un tournant paradigmatique et la naissance de l'expérimentation animale dans les diverses formes qu'on lui connait aujourd'hui. Depuis le XXe siècle, une grande majorité des expérimentations se font sur des souches spécifiques de rongeurs utilisés comme modèles – et en particulier des souris.
En 2010, la directive européenne 2010/63/UE a remplacé la directive 86/609/CEE qui était en vigueur depuis 1986. La nouvelle directive a mis en avant le principe des 3R, instauré de nouvelles obligations (comités d'éthique pour l'évaluation des projets, résumés non techniques à destination du grand public) et approfondi d'autres dispositions (conditions de détention minimales, formation du personnel), sans encadrer cependant ces prescriptions par des sanctions dissuasives dont l'application serait commune partout au sein de l'Union. Tous les États membres ont transposé cette directive dans leur réglementation, avec des sanctions plus ou moins bien définies (en France, il s'agit d'amendes allant de quelques centaines d'euros jusqu'au retrait d'agrément). D'autres réglementations existent en dehors de l'Union européenne (Suisse, États-Unis, Australie, Japon...), la plus ancienne étant l'amendement du Cruelty to Animals Act, 1876 (en) en Angleterre.
Environ dix millions de vertébrés et de céphalopodes sont utilisés chaque année dans les laboratoires des États membres de l'Union européenne, auxquels s'ajoutent dix millions d'animaux élevés et morts ou tués hors utilisation expérimentale. Ces chiffres sont connus pour chaque État membre de l'UE (deux millions d'utilisation et deux millions d'animaux morts hors utilisation chaque année pour la France), mais beaucoup plus difficiles à évaluer pour de nombreux autres pays dont les recensements statistiques sont encore moins exhaustifs. Tous ces animaux sont utilisés majoritairement pour la recherche fondamentale, la recherche appliquée, les tests réglementaires de toxicité et la production de routine de substances telles que les anticorps.
De nombreuses controverses existent autour de l'expérimentation animale. Il s'agit de débats épistémologiques (notamment autour de la validité des modèles animaux et le développement des méthodes de substitution (en)), philosophiques (en éthique animale, en philosophie morale et en philosophie politique), juridiques (la réglementation cherchant à la fois à protéger les animaux et ne pas freiner la recherche médicale), et pragmatiques (concernant notamment l'application de la réglementation). Bien qu'il soit difficile d'étudier l'opinion publique de manière rigoureuse, de nombreuses actions collectives et politiques (Initiatives citoyennes européennes, votations, manifestations, propositions de loi...) attestent d'un engagement relativement important du public sur ce sujet, notamment lorsqu'il s'agit d'utiliser les animaux pour tester des produits du quotidien (en particulier les cosmétiques (interdiction dans l'EU depuis 2013)).

## Histoire

### Antiquité
Les traces les plus anciennes de l'expérimentation animale remontent au moins à l'Antiquité sous la forme de la vivisection. Au IVe siècle avant l'ère commune, plusieurs sectes médicales s'opposent à Alexandrie concernant la meilleure manière d'accéder à la connaissance. Les dogmatistes n'hésitent pas à pratiquer la dissection et la vivisection des animaux (humains ou non), tandis que les empiriques pensent que ces pratiques dénaturent le fonctionnement du corps et ne peuvent donc fournir aucune connaissance. Ils y préfèrent donc l'observation des personnes qu'ils traitent, dans le cours du traitement,. La vivisection utilisée à des fins de recherche donne lieu à des préoccupations d'ordre éthique. Au IIIe siècle avant l'ère commune, Théophraste (qui succède à Aristote à Athènes) dénonce l'injustice de la vivisection animale en se fondant sur le fait que les animaux utilisés peuvent souffrir au même titre que les personnes humaines.
Au IIe siècle de l'ère commune, une déclamation condamne la vivisection humaine quels que soient les résultats attendues : « l’exercice de la médecine ne permet pas de tuer une personne pour sauver la vie d’une autre » et « une action criminelle en soi ne peut se justifier par des effets bénéfiques collatéraux ». Cette déclamation n'aborde pas explicitement le sujet de la vivisection animale. À cette époque, Galien pratique les dissections et les vivisections d'animaux pour étudier l'anatomie, sur laquelle il produira de nombreux écrits. Il n'attribue aux animaux qu'une conscience et une sensibilité très limitées à la douleur mais pose des restrictions esthétiques sur ses pratiques. Ainsi, il s'interdit d'intervenir sur les organes génitaux des animaux et de disséquer des animaux en position dressée,. Lors des spectacles publics de vivisection, il préfère les cochons aux primates, ce qui lui permet d'en tirer des cris impressionnants pour le public tout en évitant la ressemblance trop grande avec le corps humain et la mauvaise odeur qu'il attribue aux primates.

### Moyen Âge
Au cours du Moyen Âge, l'expérimentation animale persiste sous la forme d'observations zoologiques et de dissections. Ainsi au XIIe siècle, Abu Hamid al-Gharnati (en) profite de ses voyages pour manipuler les animaux qu'il rencontre de diverses manières, allant jusqu'à les éviscérer pour observer leurs entrailles. Au XIIIe siècle, Frédéric de Hohenstaufen expérimente autour de la fauconnerie : pour vérifier une idée répandue selon laquelle les vautours se repèrent de loin à l’odorat, il coud les paupières de faucons (technique fréquente en fauconnerie, on parle de « ciller ») et leur lance des morceaux de viande ou des poussins vivants pour voir s’ils vont les manger. Entre le XIIIe siècle et le XVe siècle, des légendes urbaines donnent lieu à d'autres tests de ce type sur les animaux. Par exemple, face à l’idée que les autruches pourraient digérer n’importe quoi, de nombreuses personnes vont tenter de leur proposer (ou de leur faire avaler de force) de petits objets en fer, comme des pièces ou des clous.
Quant au monde arabe, il y existe une tension entre la mauvaise considération des dissections et vivisections et l'importance accordée à l'obtention du savoir. De plus, les médecins étant souvent au service de princes, la loi passe au second plan face aux envies de ces derniers. Des ménageries s'installent donc dès le IXe siècle pour réaliser des expériences pharmacologiques et médicales notamment sur des primates.

### Renaissance
Au XVIe siècle, avec la redécouverte des Procédures anatomiques de Galien, les chercheurs s'intéressent à nouveau à la dissection et à la vivisection dans un but d'exploration anatomique et de recherche médicale. Même Léonard de Vinci, pourtant végétarien, pratique la dissection et la vivisection d'animaux au service du réalisme de son art. Au XVIIe siècle William Harvey reproduit des centaines de dissections et de vivisections. Tout au long de la Renaissance, les démonstrations publiques de vivisections et de dissections côtoieront les ours dansants, les combats d'ours et de chiens, les tortures de chats et autres spectacles mettant en scène la souffrance des animaux. Ainsi Realdo Colombo, professeur d'anatomie italien au XVIe siècle, raconte comment les membres du clergé furent impressionnés par la manière dont une chienne surmontait sa propre douleur pour tenter de réconforter ses chiots torturés devant elle par Colombo qui venait de les extraire de son vendre par césarienne.
Le débat antique entre les dogmatistes et les empiriques trouve son pendant à cette époque avec les désaccords entre les mécanistes (qui pensent que le fonctionnement du corps peut être segmenté et que chaque partie peut en être compris indépendamment du reste) et les vitalistes (qui croient en un « principe vital » distinguant les êtres vivants du reste de la nature). De chaque côté, les vivisections servent à prouver et à illustrer les théories des anatomistes. La notion de l'« animal-machine », attribuée à René Descartes, repose sur une vision mécaniste du monde : il ne s'agit pas de nier la souffrance et la conscience des animaux (ce qui est très rare même à l'époque), mais d'affirmer que le fonctionnement de leurs corps peut être étudié comme le fonctionnement d'autant de machines.
Au XVIIIe siècle, dans Les Voyages de Gulliver (1726), Jonathan Swift se moque de la Royal Society de Londres, fondée en 1660, en la caricaturant par le récit d'expériences plus ridicules les unes que les autres impliquant notamment des animaux – entre le nourrissage d'araignées avec des mouches colorées pour leur faire produire des toiles de différentes couleurs et le traitement de la colique par l'introduction d'un soufflet dans l'anus d'un chien (qui ne manque pas de mourir sur place). Par ailleurs, si les philosophes de la Renaissance dénoncent largement la souffrance des animaux, ils se gardent de condamner la vivisection tant qu'elle est utile. Ainsi, alors que Jeremy Bentham écrit en 1789 à propos des animaux autres qu'humains que « La question n’est pas “peuvent-ils raisonner ?” Ni “peuvent-ils parler ?” Mais bien “peuvent-ils souffrir ?” », il affirmera en 1825 n'avoir « aucune objection au fait d’exposer les chiens et les autres animaux inférieurs à la douleur dans l'expérimentation médicale, lorsque cette expérimentation a un objet déterminé, bénéfique pour le genre humain, [et est] accompagné d'une honnête perspective de réalisation ».

### Époque moderne
À la fin du XVIIIe siècle, Xavier Bichat participe à élaborer les règles de la méthode scientifique naissante avec son Discours sur l'étude de la physiologie (1798). Plusieurs chercheurs français, dont François Magendie, se regroupent, sous le nom de « physiologistes », pour étudier le fonctionnement des organismes vivants par le biais principal de la vivisection intégrée dans une méthodologie expérimentale systématique. Alors que ces physiologistes sont acclamés en France, leurs collègues britanniques sont beaucoup moins bien vus par la population, au point que Marshall Hall (en), qui vivisèque des animaux pour étudier le système nerveux et la circulation du sang, recommande la réglementation de la vivisection par une « société pour la recherche physiologique », qui ne verra pas le jour de son vivant.
Au milieu du XIXe siècle, la vivisection est beaucoup moins bien vue, même en France. Claude Bernard, élève de Magendie et figure de proue de la vivisection française de l'époque, racontera comment ses travaux ont été entravés par l'opinion publique dans les années 1840, au début de sa carrière :

« Il y a vingt-cinq ans, lorsque j’entrai dans la carrière de la physiologie expérimentale, je me trouvai dans des circonstances où j’eus moi-même, comme d’autres, à subir toutes les entraves qui étaient réservées aux expérimentateurs. […] Dès qu’un physiologiste expérimentateur était découvert, il était dénoncé, voué à l’abomination des voisins et livré aux poursuites des commissaires de police. Au début de mes études expérimentales, j’ai éprouvé bien des fois des ennuis de cette nature ; […]. […] mais je dois dire qu’il m’arriva cependant, par le fait du hasard, d’être protégé précisément par un commissaire de police. »

En fait, le chien du commissaire de police lui avait été vendu pour des expériences sur les sucs gastriques par un revendeur prétendant qu'il s'agissait d'un chien errant. Lorsque le commissaire l'a découvert, Bernard a soigné son chien, lui épargnant la vivisection, et s'est lié d'amitié avec le commissaire, qui l'a protégé par la suite quand le public ou les autorités publiques cherchaient à l'entraver dans ses activités.
En Angleterre, la Royal Society for the Prevention of Cruelty to Animals (RSPCA) avait été créée en 1824. En France, la Société Protectrice des Animaux (SPA) n'est fondée que vingt ans plus tard, en 1845. De nombreux vivisecteurs en sont membres, ce qui rend le sujet épineux. La loi Grammont, adoptée en 1850 avec le soutien de la SPA, ne condamne que les violences publiques envers les animaux et ne s'applique pas à la vivisection. En 1857, la SPA n'ayant toujours pas de position sur la vivisection, la RSPCA la met en demeure de s'exprimer à ce sujet. Quatre ans plus tard, la SPA esquive la question dans un rapport de huit pages recommandant simplement de ne pas confondre la vivisection avec des violences « gratuites ». La RSPCA fait appel à Napoléon III, et l'Académie de médecine engage des débats à ce sujet en 1863. Après des débats au cours desquels les physiologistes et les écoles vétérinaires s'accusent mutuellement d'être à l'origine des abus dénoncés, un compte-rendu est adopté à l'unanimité avant même d'avoir été rédigé, niant l'existence des abus et jugeant les plaintes de la RSPCA infondées,.
L'introduction de l'anesthésie au milieu du XIXe siècle pousse certains physiologistes à réaliser des études invasives qu'ils n'auraient pas osé faire auparavant. Pourtant, Moritz Schiff, vivisecteur, affirme en 1877 que l'anesthésie « a pu ôter à l’expérience tout caractère de cruauté, qui autrefois était propre aux expériences de ce genre ». Pour ces raisons, George Hoggan (médecin antivivisectionniste) avait dit en 1875 que l'anesthésie était en fait « le pire des fléaux pour les animaux viviséquables ». C'est d'ailleurs à cette époque que les mouvements antivivisectionnistes s'organisent et prennent de l'ampleur. En 1875, Frances Power Cobbe, militante féministe, fonde la Victoria Street Society (en), première association antivivisectionniste au monde. En 1874, après qu'un médecin français avait provoqué un scandale en Angleterre en montrant la vivisection d'un chien, une commission d'enquête mandatée par la reine Victoria avait reconnu l'existence d'abus et demande la mise en place d'une réglementation de la vivisection. Lord Carvanon, sensible à l'antivivisectionnisme, dépose une proposition de loi qui sera déformée en son absence par un groupe de vivisecteurs afin d'en réduire largement la portée. Le 11 août 1876, le Cruelty to Animals Act, 1876 (en) est adopté, mettant en place « un système d’autorisations qui pouvait être contourné par un système de certificats » et un système d'inspections menées par des vivisecteurs. Face à cet échec, la Victoria Street Society devient radicalement abolitionniste.
En France, la Société française contre la vivisection (SFCV), réformiste et non abolitionniste, est fondée en 1882 par Emily Bishop, expatriée anglaise, mais n'obtient pas de résultats. La Ligue populaire contre la vivisection, fondée l'année suivante par Marie Huot sous la présidence de Victor Hugo et Victor Schoelcher, deviendra beaucoup plus visible pendant quelques années et positionnera le refus de la vivisection comme une question politique – ce qui résonnera notamment avec la revendication de droits pour les animaux par Marie Huot dans un article publié en 1887 dans La Revue socialiste,. À cette époque, le mouvement contre la vivisection est portée majoritairement par des femmes, et le sexisme institutionnel facilite le rejet de leurs revendications. On les qualifie de « vieilles filles », « sensibles », « manipulées » ou « hystériques » qui n'ont pas trouvé d'affection dans leur « intérieur domestique » et ne devraient pas se préoccuper des affaires politiques. Les vivisecteurs accusent aussi les mouvements antivivisectionnistes d'être portés par les classes supérieures religieuses, effrayées de perdre leurs privilèges face à la petite bourgeoisie. Pourtant, Marie Huot et Louise Michel, toutes deux antivivisectionnistes et féministes, sont également anarchistes, mais n'obtiennent pas plus de résultats et ne sont pas mieux écoutées que les représentantes des classes supérieures.
Ce sont les expériences de Louis Pasteur qui marquent à la fin du XIXe siècle l'arrivée d'un nouveau paradigme d'utilisation des animaux en tant que bioréacteurs pour produire des substances diverses et des sérums, ce qui entraine une augmentation exponentielle du nombre d'animaux exploités, et en particulier des rongeurs. Pourtant, la polémique sur la vaccination contre la rage étant retombée, les nouvelles pratiques de ce qui s'appellera alors « expérimentation animale » ne donnent pas lieu à de grandes protestations.

### XXesiècle
Au début du XXe siècle les premiers modèles d'études privilégiés émergent : les rats, les souris, les mouches commencent à coloniser majoritairement les laboratoires. Des vers tels que les nématodes seront aussi utilisés[réf. nécessaire].
L'une des premières lois en Europe régulant l'expérimentation animale est votée au Royaume-Uni en 1876 ("Cruelty to Animals Act"). La loi la plus stricte concernant l’utilisation des animaux dans les laboratoires et interdisant la vivisection est votée en Allemagne, avec un texte de loi signé par Hermann Goering le 24 novembre 1933 (Reichstierschutzgesetz). En effet, la section III de cette loi interdit l'expérimentation animale à des fins scientifiques qui induirait douleurs ou opérations chirurgicales, tout en prévoyant des dérogations. Elles font suite à un discours radiophonique de Goering en août 1933 annonçant l'interdiction de la vivisection, sous peine de camp de concentration. À la suite de la Seconde Guerre mondiale et des procès des médecins nazis, il en est ressorti une liste d’obligations, dites « code de Nuremberg », stipulant que les essais chez les humains doivent être précédés d’études pertinentes chez l’animal.
Mais l’expérimentation animale reste un sujet de controverse. L’opposition à l’usage des animaux dans les domaines scientifiques, pharmaceutique et cosmétique, s’accompagne d’une évolution des rapports homme/animal. L’animal n’est plus vu comme un simple « objet utilitaire ». Son rôle se redéfinit au sein des sociétés occidentales, au point que certaines personnes parlent d’une « humanisation » de l’animal. On a parlé à ce sujet des retrouvailles de l'humanité et de l'animalité[réf. nécessaire].

### Depuis les années 2000
En France, la question du bien-être animal est au cœur des débats sur l’expérimentation des animaux. En 2000, est promulguée une loi relative à la protection animale et l'article L.214 du Code rural reconnaît l’animal comme un « être sensible » que l’on doit respecter. L’article L.515-14, voté en 2015, change le statut de l’animal dans le code civil et considère les animaux comme des « êtres vivants doués de sensibilité ».
Les conditions qui règlementent l’usage d’animaux à des fins expérimentales sont de plus en plus strictes et traduisent un changement de comportement des individus à l’égard des animaux. Catherine Bousquet, journaliste et écrivain scientifique, dans un ouvrage titré Bêtes de science, conclut à ce propos par une question lourde et forte : « Sans elles, que saurions nous de nous-même ? ».[pas clair]
La réglementation qui encadre l'utilisation d'animaux à des fins scientifiques a été mise à jour le 7 février 2013, transposant ainsi la directive européenne 2010/63/UE. La charte nationale portant sur l'éthique de l'expérimentation animale définit des principes d’utilisation des animaux à des fins scientifiques.
En complément de cette directive, de manière autonome, des scientifiques (suisses et allemands principalement) ont rédigé et lancé en novembre 2011 la Déclaration de Bâle (Basel Declaration), rapidement signée par près de 900 chercheurs ou laboratoires dont 500 hors de Suisse et d'Allemagne. Ils souhaitent qu'elle soit le pendant pour l'animal de la déclaration d'Helsinki de 1964 (et plusieurs fois révisée depuis) rappelant des principes éthiques et donnant des recommandations aux médecins et autres participants à la recherche médicale sur l'Être humain ou des études contenant des données à caractère personnel ou des échantillons biologiques non-anonymes.

## Réglementation

### Historique
La résistance à l'expérimentation animale a surgi au moment où l'homme a commencé à utiliser les animaux pour des expériences, dans l'Antiquité, pour des raisons épistémologiques (relatives en particulier au caractère « artificiel » de la vivisection, jugée inapte à fournir des informations sur le fonctionnement normal du corps et des maladies) et/ou pour des raisons morales (relatives à la croyance en la métempsychose ou parfois à l'idée d'une injustice faite aux animaux). Malgré ces controverses, il n'a existé aucune réglementation sur l'expérimentation animale jusqu'au XIXe siècle.
En 1876, au Royaume-Uni, une législation destinée à règlementer l'utilisation des animaux à des fins scientifiques a enfin été mise en place avec l'amendement du Cruelty to Animals Act, 1876 (en). C'est la première fois qu'un pays tentait de réglementer l'expérimentation animale dans le monde : alors que des lois prenaient déjà en charge les actes de maltraitance envers les animaux (par exemple la loi Grammont en France), l'expérimentation animale n'était jamais concernée. Des réglementations ont été adoptées par d'autres pays d'Europe dans les années 1930-1940 (1934 en Allemagne, 1938 aux Pays-Bas et en Norvège, 1945 en Suède et en Belgique), la plupart consistant à soumettre les expérimentateurs et/ou les expériences à un régime d'autorisation, dont la « grande disparité » a été soulignée dans un rapport du Conseil de l'Europe en 1970.
En France, la première réglementation a vu le jour dans la loi no 63-1143 du 19 novembre 1963 et a été précisée dans les articles R. 24-14 à R. 24-31 du Code pénal par le décret no 68-139 du 9 février 1968,. Entre-temps, les États-Unis avaient adopté l'Animal Welfare Act en 1966, fournissant un début de protection aux mammifères utilisés dans les laboratoires. Au cours des trente années suivantes, de nombreux pays ont mis en place des réglementations de l'expérimentation animale (en) : 1972 en Allemagne, 1973 au Japon, 1999 en Nouvelle-Zélande...
En 1986, l'Europe a adopté la directive 86/609/CEE, engageant les pays de la Communauté Économique Européenne à transposer en droit national des prescriptions concernant les modes d'autorisation des expérimentations, de détention des animaux et de fonctionnement des laboratoires. Depuis 2010, les États-membres de l'Union européenne doivent conformer leur droit national à la directive européenne 2010/63/UE, qui a remplacé la directive précédente.

### La règle des 3R
Par souci d'éviter des souffrances aux animaux utilisés dans les laboratoires et de rassurer l'opinion publique, en 1959 a été édicté la règle des 3 R : remplacer, réduire, raffiner selon cette hiérarchie,.
L'article 4 de la directive européenne 2010/63/UE en précise les principes :
1. « Les États membres veillent, dans toute la mesure du possible, à ce que soit utilisée, au lieu d'une procédure, une méthode ou une stratégie d’expérimentation scientifiquement satisfaisante, n’impliquant pas l’utilisation d’animaux vivants. »
2. « Les États membres veillent à ce que le nombre d’animaux utilisés dans un projet soit réduit au minimum sans compromettre les objectifs du projet. »
3. « Les États membres veillent au raffinement des conditions d’élevage, d’hébergement et de soins, et des méthodes utilisées dans les procédures, afin d’éliminer ou de réduire au minimum toute douleur, souffrance ou angoisse ou tout dommage durable susceptible d’être infligé aux animaux. »[41]

Cependant, chacun des trois principes présente des limitations dans son application. Ainsi, le Remplacement n'oblige pas la recherche de nouvelles méthodes non-animales et n'est pas toujours appliqué même lorsque les alternatives existent depuis longtemps, comme c'est le cas pour la production des anticorps monoclonaux par la méthode de l'ascite, ou pour les tests pyrogènes réalisés sur les lapins. De plus, des personnes et organismes qui pratiquent ou encadrent l'expérimentation animale parlent de « remplacement relatif » lorsqu'ils utilisent des invertébrés non protégés par la réglementation ou même des poissons zèbres,, en contradiction avec la définition donnée par les réglementations. Par ailleurs, la formulation du principe de Réduction ne concerne pas le nombre total d'animaux utilisés dans les laboratoires (un nombre qui stagne depuis les années 2000 en France), mais explicite seulement l'application de principes statistiques pour réduire le nombre d'animaux utilisés dans un projet donné. Enfin, le Raffinement prévoit de réduire « le plus possible » les souffrances physiques et/ou psychiques des animaux, toujours sans compromettre les objectifs des recherches – l'expérimentation animale pouvant être source de souffrance à différents degrés définis et illustrés par les réglementations européennes,.

### Réglementations actuelles

#### En France
En France, la directive 2010/63/UE a été transposé en 2013 dans le Code rural et de la pêche maritime (CRPM), à ses articles R. 214-87 à R. 214-137 agrémentés de six arrêtés ministériels, portant sur l'origine de certains animaux utilisés (notamment les primates), la formation du personnel des laboratoires, les conditions d'agrément, d'aménagement et de fonctionnement des établissements, le processus d'évaluation éthique et d'autorisation des projets et la gestion des médicaments utilisés,,,,,,. De nombreuses controverses sont cependant liées à des problèmes dans l'application de la réglementation, qu'il s'agisse des dérogations possibles aux règles de base ou du manque de sanctions effectives (→ voir la partie concernant les Controverses sur l'application de la réglementation).
Par défaut, les animaux utilisés par les laboratoires doivent avoir été élevés spécifiquement pour l'expérimentation et provenir d'élevages agréés, sauf dérogation. Dans la pratique, l'origine des animaux est très variable selon les espèces : élevages agréés ou non, aquariums ou zoos, voire capture pour certaines espèces,,.
Le personnel des laboratoires doit être formé et encadré et suivre une formation continue. Sans cela, les laboratoires s'exposent à la peine d'amende prévue pour les contraventions de troisième ou de quatrième classe (soit 450 € et 750 € respectivement au maximum). Dans les faits, le manque de formation est l'une des non-conformités les plus fréquemment constatées au sein des laboratoires, d'après les rapports d'inspection obtenus par la voie des demandes de documents administratifs.
Un arrêté ministériel spécifie les normes de détention minimales pour chaque espèce (hors dérogation), censées garantir « un certain degré de contrôle sur leur environnement et d'une certaine liberté de choix afin d'éviter les comportements induits par le stress ». Par exemple, des souris peuvent être détenues par trois à cinq (en fonction de leur poids) dans une cage de 15 × 22 cm, haute de 12 cm et des macaques à longue queue adultes peuvent être détenus par deux dans une cage de 2 m2, haute de 1,8 m.
Des comités d'éthique en expérimentation animale sont chargés d'évaluer les projets d'expérimentation pour en permettre l'autorisation. Ils doivent regrouper au moins quatre compétences (conception de projets ou de procédures expérimentales sur les animaux, réalisation de procédures expérimentales sur les animaux, entretien et/ou mise à mort des animaux, et pratique vétérinaire) et une personne « non spécialisée dans les questions relatives à l'utilisation des animaux à des fins scientifiques », pour vérifier que « le projet est conçu pour permettre le déroulement des procédures expérimentales dans les conditions les plus respectueuses de l'animal et de l'environnement ». De nombreux problèmes ont été soulevés dans la structure, le fonctionnement et les principes sur lesquels reposent les comités d’éthique en expérimentation animale, par les groupes de défense des animaux tels que One Voice ou Transcience, ainsi que par l’Observatoire de l’éthique publique et même le Comité national de réflexion éthique sur l'expérimentation animale (CNREEA),,,. Début 2024, le tribunal administratif de Paris a annulé l'autorisation ministérielle de dix projets d'expérimentation animale du fait de l'absence d'agrément des comités qui les avait évalués (le processus d'agrément n'ayant commencé qu'en 2022). Pour Le Monde, cela implique que « plus de 20 000 projets de recherche scientifique utilisant des animaux vivants ont été autorisés en France, depuis 2013, par le ministère de la recherche, et cela en dehors du cadre réglementaire ».
Enfin, au moins un tiers des établissements doit être inspecté chaque année, et chaque établissement détenant des chiens, des chats et/ou des primates doit être inspecté une fois par an. Théoriquement, les laboratoires s'exposent pour certaines non-conformités à une peine d'amende correspondant à une contravention de troisième ou de quatrième classe (soit 450 € ou 750 € au maximum).

## Nombre d'utilisations et objectifs
Le nombre d'animaux utilisés en dehors de l'Union européenne est souvent difficile à évaluer, les statistiques n'étant pas recueillies de la même manière partout. Par exemple, selon estimations, les États-Unis utilisent entre 25 millions et 110 millions de rongeurs chaque année – un chiffre difficile à vérifier, puisqu'aucun recensement officiel n'est réalisé pour ces espèces. Même dans l'Union européenne, les invertébrés hors céphalopodes utilisés dans les laboratoires des États membres n'étant pas concernés par les recensements annuels, il est impossible de connaitre leur nombre.
Les chiffres qui suivent sont donc nécessairement lacunaires et centrés sur l'Union européenne.

### Objectifs des recherches
Depuis 2015, dans l'Union européenne, hors création et maintenance de lignées génétiquement modifiées, les animaux sont utilisés dans plus de 90 % des cas pour la recherche fondamentale, la recherche appliquée, les tests réglementaires de toxicologie et la production de routine d'anticorps et autres substances. Ces données sont fournies par la base de données statistiques européenne ALURES, avec plusieurs années de décalage. En France, au moins depuis 2015, les proportions sont similaires,.

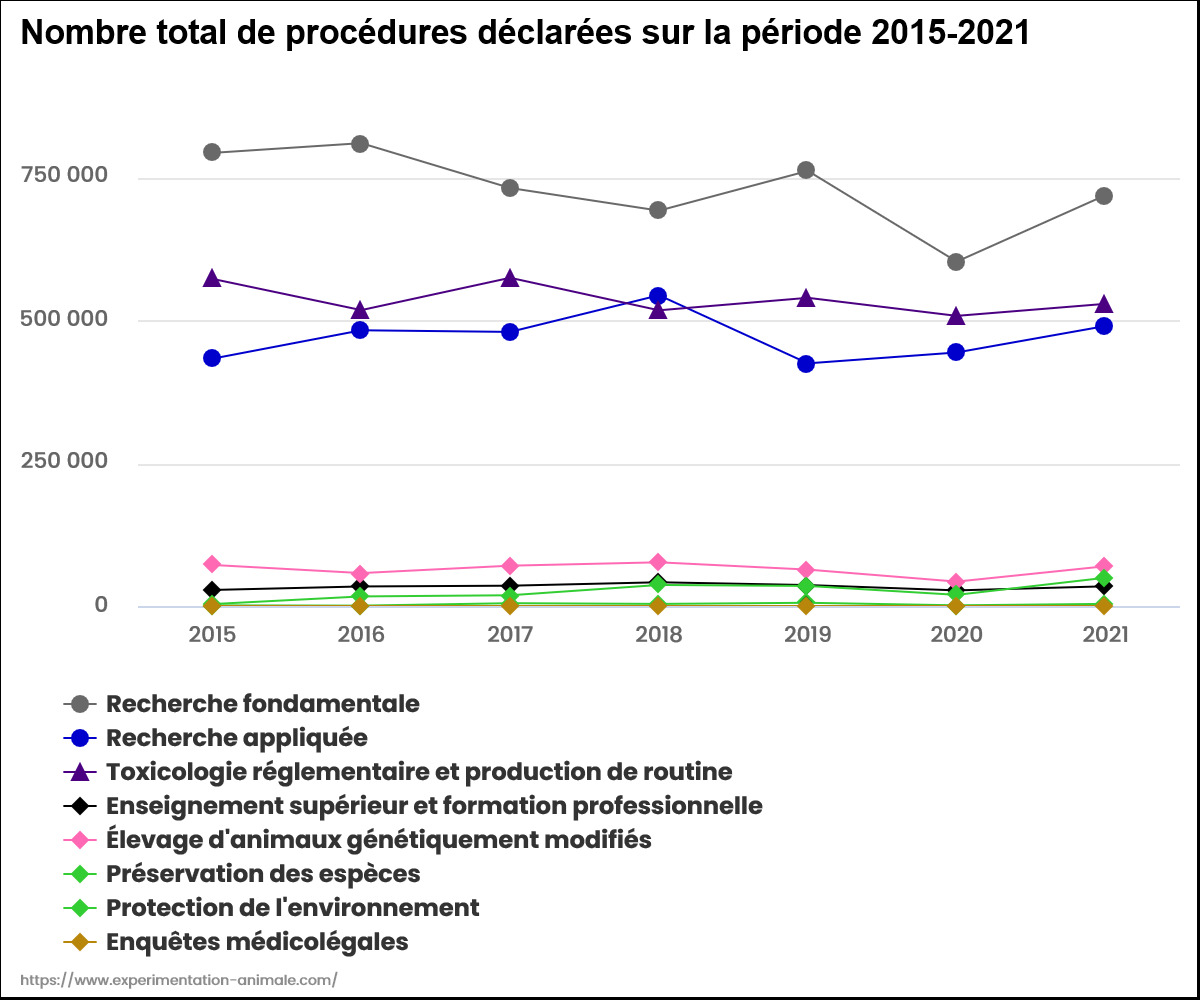
Nombre d'utilisation d'animaux en expérimentation en France depuis 2015 par type de recherche

| Proportion des types de recherches en expérimentation animale dans l'Union européenne | 2015 | 2016 | 2017 | 2018 | 2019 | 2020 |
| ------------------------------------------------------------------------------------- | ---- | ---- | ---- | ---- | ---- | ---- |
| Recherche fondamentale                                                                | 46,1 | 48,1 | 45,5 | 46,1 | 44,6 | 40,9 |
| Recherche translationnelle et appliquée                                               | 22,0 | 22,1 | 23,0 | 27,5 | 26,9 | 31,2 |
| Utilisation réglementaire et production de routine                                    | 28,7 | 26,7 | 27,7 | 22,9 | 22,5 | 22,5 |
| Enseignement supérieur et formation professionnelle                                   | 1,7  | 1,6  | 1,7  | 1,5  | 1,6  | 1,4  |
| Protection de l'environnement dans l'intérêt de l'espèce humaine ou d'autres animaux  | 1,1  | 0,8  | 1,3  | 1,2  | 2,2  | 2,8  |
| Conservation des espèces                                                              | 0,4  | 0,7  | 0,8  | 0,8  | 2,2  | 1,3  |
| Enquêtes médico-légales                                                               | <0,1 | <0,1 | <0,1 | <0,1 | <0,1 | <0,1 |

### Nombre d'animaux utilisés
Le nombre de vertébrés et de céphalopodes utilisés en expérimentation animale depuis 2015 pour l'Union européenne (hors création et maintenance de lignées génétiquement modifiées) est fourni par la base de données statistiques européenne ALURES. Les données concernant les années précédentes ne sont disponibles que dans les rapports triennaux de la Commission européenne, dans un format beaucoup moins harmonisé et difficilement comparable du fait de la différence du nombre d'États membres concernés et des modes de comptage (peu harmonisés entre les États membres jusqu'en 2015).
À noter : les États utilisant le plus d'animaux (France, Royaume-Uni, Allemagne, Espagne, Italie) sont comptés dès les statistiques des années 1990, la stagnation des chiffres malgré l'augmentation du nombre d'États membres concernés ne révèle donc pas une diminution proportionnelle du nombre d'animaux utilisés par chaque État membre. Par exemple, les dix nouveaux États membres ajoutés dans les statistiques de 2005 représentent 1 047 284 animaux sur le total de 12 117 583, c'est-à-dire 8,6 % du total des déclarations des vingt-cinq États membres.
Le tableau ci-dessous indique le nombre d'utilisations recensées chaque année depuis 1996 (première année au cours de laquelle un recensement harmonisé a eu lieu dans l'Union européenne), à l'exclusion des animaux utilisés pour la création de lignées génétiquement modifiées et la maintenance de lignées génétiquement modifiées impliquant un phénotype délétère.
| Année (évolution de l'UE)      |
| TOTAL                          |
| Rongeurs                       |
| Lapins                         |
| Chats et chiens                |
| Animaux « de rente »           |
| Primates                       |
| Autres mammifères              |
| Oiseaux, dont poules           |
| Reptiles et amphibiens         |
| Poissons, dont poissons-zèbres |
| Céphalopodes                   |
| ------------------------------ |

| 1996 (UE15) | 1999      | 2002       | 2005 (UE25) | 2008 (UE27) | 2011       | 2015 (UE28) | 2016       | 2017      | 2018 (UE28+NO) | 2019       |
| ----------- | --------- | ---------- | ----------- | ----------- | ---------- | ----------- | ---------- | --------- | -------------- | ---------- |
| 11 646 130  | 9 814 171 | 10 731 020 | 12 117 583  | 12 001 022  | 11 481 521 | 9 782 570   | 10 028 498 | 9 581 741 | 10 804 854     | 10 608 764 |
| 9 496 410   | 8 305 728 | 8 108 621  | 9 119 694   | 9 537 145   | 8 827 581  | 7 187 271   | 7 425 776  | 7 110 072 | 6 748 431      | 6 684 200  |
| 259 510     | 227 366   | 267 675    | 312 681     | 333 213     | 358 213    | 361 202     | 364 132    | 364 431   | 354 566        | 364 400    |
| 29 068      | 27 539    | 24 924     | 28 017      | 25 403      | 21 609     | 24 924      | 27 147     | 24 697    | 28 676         | 24 349     |
| 117 077     | 123 390   | 126 405    | 140 055     | 166 771     | 146 679    | 179 264     | 186 604    | 180 946   | 199 570        | 197 823    |
| 10 681      | 9 097     | 10 362     | 10 449      | 9 569       | 6 095      | 10 870      | 10 516     | 11 599    | 11 184         | 10 203     |
| 9 189       | 12 799    | 8 806      | 21 351      | 11 765      | 15 410     | 40 208      | 20 477     | 45 316    | 26 039         | 26 171     |
| 459 132     | 457 382   | 534 967    | 659 059     | 764 111     | 675 065    | 642 796     | 604 820    | 574 358   | 590 166        | 647 346    |
| 63 771      | 36 636    | 62 857     | 77 097      | 65 890      | 33 407     | 48 140      | 60 888     | 42 449    | 38 132         | 62 425     |
| 1 201 292   | 614 234   | 1 586 403  | 1 749 178   | 1 087 155   | 1 397 462  | 1 282 903   | 1 319 254  | 1 227 359 | 2 803 806      | 2 574 857  |
| ?           | ?         | ?          | ?           | ?           | ?          | 15 862      | 8 884      | 514       | 4 284          | 16 990     |

Le tableau ci-dessous indique le nombre d'utilisations de vertébrés (et de céphalopodes à partir de 2015) dans les États membres de l'Union européenne (classés par ordre d'entrée dans l'Union) depuis 1996, à l'exclusion des animaux utilisés pour la création de lignées génétiquement modifiées et la maintenance de lignées génétiquement modifiées impliquant un phénotype délétère.
| Année (évolution de l'UE) |
| Allemagne                 |
| Belgique                  |
| France                    |
| Italie                    |
| Luxembourg                |
| Pays-Bas                  |
| Danemark                  |
| Irlande                   |
| Royaume-Uni               |
| Grèce                     |
| Espagne                   |
| Portugal                  |
| Autriche                  |
| Finlande                  |
| Suède                     |
| Année (évolution de l'UE) |
| Chypre                    |
| Estonie                   |
| Hongrie                   |
| Lettonie                  |
| Lituanie                  |
| Malte                     |
| Pologne                   |
| République tchèque        |
| Slovaquie                 |
| Slovénie                  |
| Bulgarie                  |
| Roumanie                  |
| Croatie                   |
| Norvège                   |
| TOTAL                     |
| ------------------------- |

| 1996 (UE15) | 1999 -    | 2002 -     | 2005 (UE25) | 2008 (UE27) | 2011 -     | 2015 (UE28) | 2016 -     | 2017 -    | 2018 (UE28+NO) | 2019 -     | 2020 (UE27+NO) |
| ----------- | --------- | ---------- | ----------- | ----------- | ---------- | ----------- | ---------- | --------- | -------------- | ---------- | -------------- |
| 1 509 619   | 1 591 394 | 2 071 568  | 1 822 424   | 2 021 782   | 2 073 702  | 1 846 381   | 1 976 132  | 1 826 287 | 1 668 476      | 1 855 795  | 1 536 834      |
| 1 515 867   | 790 089   | 695 091    | 718 976     | 725 370     | 665 079    | 537 835     | 510 466    | 511 194   | 492 479        | 444 758    | 396 228        |
| 2 609 322   | 2 309 597 | 2 212 294  | 2 325 398   | 2 328 380   | 2 200 152  | 1 802 127   | 1 816 745  | 1 798 243 | 1 795 631      | 1 776 567  | 1 511 555      |
| 1 094 185   | 987 771   | 924 889    | 896 966     | 864 318     | 781 815    | 573 642     | 602 196    | 569 177   | 551 347        | 550 128    | 446 874        |
| 1 003       | 3 060     | 5 320      | 4 120       | 3 830       | 502        | 3 524       | 21 472     | 25 517    | 14 401         | 11 160     | 5 341          |
| 652 300     | 621 466   | 640 930    | 531 199     | 501 056     | 514 617    | 418 180     | 376 452    | 464 915   | 392 675        | 382 542    | 396 041        |
| 350 226     | 323 444   | 371 072    | 365 940     | 297 568     | 282 840    | 238 945     | 287 229    | 234 232   | 250 739        | 249 525    | 250 127        |
| 77 107      | 73 929    | 52 203     | 37 940      | 112 835     | 264 990    | 221 904     | 224 652    | 241 243   | 199 050        | 138 439    | 137 988        |
| 2 659 368   | 1 905 462 | 1 817 485  | 1 874 207   | 2 266 884   | 2 050 458  | 2 096 694   | 2 039 819  | 1 905 988 | 1 825 773      | 1 752 132  | ?              |
| 19 280      | 9 686     | 515 423    | 926 092     | 28 021      | 28 001     | 51 409      | 45 053     | 42 770    | 36 132         | 47 855     | 44 349         |
| 506 837     | 475 726   | 262 042    | 595 597     | 897 859     | 900 127    | 791 503     | 821 645    | 725 833   | 727 249        | 757 496    | 687 895        |
| 49 520      | 39 851    | 44 577     | 41 621      | 50 888      | 46 556     | 20 476      | 24 492     | 42 021    | 62 623         | 75 360     | 62 994         |
| 204 825     | 130 295   | 192 062    | 167 312     | 220 456     | 191 288    | 186 267     | 203 952    | 212 152   | 197 953        | 219 178    | 184 429        |
| 110 659     | 228 334   | 644 880    | 256 826     | 138 600     | 136 043    | 86 678      | 100 893    | 97 501    | 105 526        | 92 892     | 112 976        |
| 286 012     | 324 067   | 381 184    | 505 681     | 484 604     | 271 041    | 228 474     | 318 362    | 289 846   | 243 931        | 235 766    | 258 599        |
| 1996 (UE15) | 1999 -    | 2002 -     | 2005 (UE25) | 2008 (UE27) | 2011 -     | 2015 (UE28) | 2016 -     | 2017 -    | 2018 (UE28+NO) | 2019 -     | 2020 (UE27+NO) |
| ?           | ?         | ?          | 967         | 2 114       | 1 328      | 1 141       | 1 448      | 1 209     | 1 810          | 2 161      | 3 746          |
| ?           | ?         | ?          | 4 900       | 34 794      | 41 035     | 3 843       | 3 109      | 2 664     | 2 357          | 3 055      | 4 089          |
| ?           | ?         | ?          | 297 209     | 304 922     | 276 179    | 194 120     | 168 864    | 139 882   | 118 994        | 135 503    | 136 545        |
| ?           | ?         | ?          | 13 319      | 9 399       | 10 329     | 5 457       | 5 458      | 5 289     | 4 417          | 4 245      | 3 857          |
| ?           | ?         | ?          | 5 767       | 5 582       | 4 067      | 2 451       | 2 660      | 2 766     | 3 286          | 5 066      | 3 788          |
| ?           | ?         | ?          | 0           | 694         | 10         | 0           | 0          | 250       | 119            | 265        | 47 490         |
| ?           | ?         | ?          | 358 829     | 275 888     | 282 160    | 176 175     | 188 308    | 155 375   | 153 931        | 141 428    | 112 715        |
| ?           | ?         | ?          | 330 933     | 300 713     | 354 196    | 221 491     | 224 423    | 216 026   | 221 445        | 236 101    | 225 581        |
| ?           | ?         | ?          | 23 369      | 19 260      | 15 717     | 12 714      | 12 438     | 14 743    | 16 860         | 17 919     | 14 757         |
| ?           | ?         | ?          | 11 991      | 12 438      | 11 874     | 9 015       | 6 725      | 5 087     | 8 104          | 5 311      | 5 796          |
| ?           | ?         | ?          | ?           | 32 581      | 17 259     | 9 460       | 9 507      | 8 681     | 7 158          | 15 437     | 8 414          |
| ?           | ?         | ?          | ?           | 60 186      | 60 156     | 19 632      | 14 168     | 14 642    | 12 195         | 13 616     | 7 874          |
| ?           | ?         | ?          | ?           | ?           | ?          | 23 032      | 21 830     | 28 208    | 25 782         | 27 924     | 36 442         |
| ?           | ?         | ?          | ?           | ?           | ?          | ?           | ?          | ?         | 1 667 411      | 1 269 732  | 1 411 606      |
| 1996 (UE15) | 1999 -    | 2002 -     | 2005 (UE25) | 2008 (UE27) | 2011 -     | 2015 (UE28) | 2016 -     | 2017 -    | 2018 (UE28+NO) | 2019 -     | 2020 (UE27+NO) |
| 11 646 130  | 9 814 171 | 10 731 020 | 12 117 583  | 12 001 022  | 11 481 521 | 9 782 570   | 10 028 498 | 9 581 741 | 10 804 854     | 10 608 764 | 8 054 930      |

## Traitement des animaux
Les animaux utilisés pour l'expérimentation sont des êtres sensibles, capables de ressentir la douleur.

### Souffrances
La réglementation européenne définit l'expérimentation animale par le ressenti d'une souffrance physique et/ou psychique par les animaux utilisés, au moins équivalente à l'introduction d'une aiguille, malgré l'utilisation éventuelle de l'anesthésie et de l'analgésie. Le niveau de souffrances des animaux est variable, classifié en quatre degrés de gravité : sans réveil, léger, modéré, sévère. Les expérimentations « sans réveil » sont réalisées entièrement sous anesthésie générale et la procédure doit « autant que faire se peut ... assurer une mort sans douleur » aux animaux avant leur réveil. Les expérimentations des trois autres niveaux impliquent des degrés de souffrances allant de léger à sévère pour les animaux éveillés.
Quelques exemples génériques de procédures des différents niveaux sont fournis dans l'annexe de la réglementation européenne. Le niveau léger peut donc impliquer les biopsies d'oreille ou de queue, l'imagerie non invasive, le confinement de courte durée en cage individuelle, et l'injection de diverses substances ou l'induction de tumeurs dont l'effet clinique est léger. Le niveau modéré inclut les chirurgies sous anesthésie générale (thoracotomie, craniotomie, transplantation d'organes...), l'induction de tumeurs présentant un effet négatif modéré, la modification génétique par voie chirurgicale, l'isolement en cage individuelle pendant plusieurs jours et le déclenchement de réactions de fuite sans que l'animal puisse échapper au stimulus modérément stressant ou douloureux. Le niveau sévère regroupe notamment les tests de toxicité qui vont jusqu'à la mort des animaux, l'irradiation avec une dose létale, l'induction de tumeurs impliquant des douleurs importantes et une progression vers la mort, les fractures et autres interventions visant à obtenir une défaillance multiple d'organes et les chocs électriques auxquels l'animal ne peut pas se soustraire.
Depuis 2021, la Commission européenne a mis en place la base de données ALURES, qui regroupe les résumés non techniques des projets d'expérimentation animale approuvés dans l'ensemble des États-membres de l'Union. Les résumés y sont classés par pays, date, espèce utilisée, type de recherche, langue et mots-clés. Depuis 2022, l'association One Voice entretient un site web spécialisé qui regroupe les données statistiques de l'expérimentation animale en France et fournit de courts résumés des projets approuvés en France (et disponibles sur ALURES), classés par espèce, type de recherche et degré de gravité des souffrances prévues pour les animaux.
Parmi ces projets approuvés en 2022 en France, on trouve par exemple :
- un projet « sans réveil » de test réglementaire sur « l'arrêt d'un saignement ... un mécanisme complexe dont seule l'expérimentation animale permet d'évaluer l'efficacité » implique d'utiliser 13 cochons, sous anesthésie générale, en appliquant quatre types de saignement pour tester des produits contre les risques hémorragiques avant leur « mise à mort ... sous anesthésie générale » pour analyser les tissus[73] ;

- un projet « léger » de recherche fondamentale en biologie animale implique d'utiliser 200 diamants mandarins dans un protocole de « stress thermique » avec différents prélèvements et mesures répétées pendant plus de trois mois, pour étudier la réponse adaptative des organismes vivants au réchauffement climatique[74] ;
- un projet « modéré » de recherche appliquée sur les troubles nerveux et mentaux chez l'homme implique d’implanter des fibres optiques et/ou des électrodes dans le cerveau de 1010 souris, et de léser leurs neurones dopaminergiques par irradiation, puis de les soumettre à des tests comportementaux et cognitifs ainsi qu'une analyse cellulaire par perfusion intracardiaque avant leur mise à mort pour analyser les lésions tissulaires, dans le but d'« élucider le rôle du zinc synaptique dans le développement des symptômes moteurs et non-moteurs de la maladie de Parkinson »[75] ;
- un projet « sévère » de recherche appliquée sur les troubles infectieux implique d’infecter 12 macaques crabiers avec le virus Marburg, susceptible de provoquer entre autres symptômes des saignements et une perte de poids et de tonus importante, puis de réaliser des prélèvements répétés de larmes, de salive et d'autres fluides corporels, avant leur mise à mort pour analyser leurs tissus, dans le but de commencer à élaborer un outil diagnostic de la maladie inoculée et un modèle primate réutilisable pour étudier cette maladie[76].

### Destin
L'immense majorité des animaux utilisés dans les laboratoires sont tués après leur utilisation. Ceux qui ne sont pas tués peuvent être réutilisés ou placés à l'adoption, souvent par des associations.
L'association GRAAL (Groupement de Réflexion et d'Action pour l'AnimaL) a été créée en 1997 et a commencé à travailler avec des laboratoires pour placer des animaux depuis 2005. Elle est en 2023 la plus grande association destinée à cette pratique, en collaboration avec diverses structures et refuges. De 2005 à 2022, environ 5000 animaux ont été placés par l'association, ce qui correspond à 0,00007 % des animaux utilisés en expérimentation sur la même période. Alors que les représentants de l'industrie affirment depuis 2017 que « la mise à la retraite ou placement des animaux de recherche, qui hier était encore une exception, est devenu une pratique courante », les associations de défense des animaux craignent « que le sujet de la réhabilitation soit détourné à des fins de communication par ceux qui promeuvent l’expérimentation animale, alors que ça ne concerne qu’une infime partie des animaux utilisés ».

## Réussites et échecs
Depuis la fin du XIXe siècle, les exemples d'expérimentations animales sont présentés de manière différente par les personnes et les groupes qui les soutiennent (et ont donc tendance à mettre en avant les réussites et les objectifs des recherches) et par les personnes et les groupes qui les dénoncent (et préfèrent donc mettre en avant les échecs et les souffrances endurées par les animaux au cours des expériences). Des méta-analyses récentes ont montré une concordance entre les études animales et humaines de 86 % mais que seulement 5 % des médicaments testés obtiennent une approbation de mise sur le marché. Les exemples sont largement utilisés dans les débats autour de l'utilité de l'expérimentation animale (voir Controverses).

### Prix Nobel
L'expérimentation animale fut à l'origine de la découverte des hormones par Claude Bernard et de la mise en évidence de l'insuline par Frederick Banting et John Macleod qui leur valut le Prix Nobel de médecine en 1923. Une partie des découvertes ayant valu à leur auteur un prix Nobel de médecine et de physiologie ont été obtenues à partir d'expérimentations animales. L'expérimentation animale a aussi permis de comprendre comment nous formons une carte cognitive de notre environnement spatiale avec la découverte des cellules de lieu et des cellules de grille récompensant John O'Keefe, May-Britt et Edvard Moser du prix nobel de médecine en 2014.

### Le vaccin contre la tuberculose
En 1865, Jean-Antoine Villemin démontra le caractère contagieux de la tuberculose en inoculant à des lapins des matières tuberculeuses,.

### La maladie d'Alzheimer
Dans le cas de la maladie d'Alzheimer, on a observé aussi bien chez l'homme que chez des souris modèles une diminution du débit sanguin dans le cerveau, les capillaires bouchés ayant un taux important de neutrophiles. En 2019, des expériences ont montré que l'injection d'anticorps contre les neutrophiles pouvaient avoir pour conséquence de déboucher les capillaires bouchés et d'améliorer l'état des souris traitées. Une piste thérapeutique consiste alors à tester sur les souris modèles plusieurs molécules susceptibles d'empêcher l'adhérence des neutrophiles avant d'en sélectionner un certain nombre pour les tester ensuite sur l'être humain.

### La thérapie génique
En thérapie génique, la recherche d'un virus vecteur susceptible d'être rendu inoffensif, sa possibilité de transporter le matériel génétique adéquat, l'efficacité de cet apport, la sécurité du traitement à long terme nécessitent des recherches sur l'animal avant d'envisager d'appliquer le procédé ainsi validé à l'homme. C'est ainsi que le Généthon a proposé une thérapie du syndrome de Wiskott-Aldrich pour lequel des essais sur l'homme sont conduits depuis 2011. De même, le principe général des thérapies antisens a déjà été validé chez l'animal à l'issue d'études menées entre 2004 et 2011, avant que des essais cliniques basés sur les mêmes principes ne soient lancés chez l'homme, conduisant dans certains cas à la mise au point de traitements, comme pour l'amyotrophie spinale en 2019. D'autres thérapies géniques ont été mises au point en suivant cette longue démarche, pour des maladies rares du sang, de la vision, des muscles et certains cancers, par exemple pour la maladie de Pompe, le déficit en adénosine désaminase, la bêta-thalassémie, la leucémie aiguë lymphoblastique, le lymphome diffus à grandes cellules B, l'amaurose de Leber.
Toujours en thérapie génique, il s'avère qu'un traitement nécessitant plusieurs injections perd de son efficacité à partir de la deuxième injection. La raison en est que le système immunitaire réagit immédiatement lorsqu'il reconnaît pour la deuxième fois un virus, vecteur du médicament, qui a déjà été injecté une première fois. Une méthode pour remédier à cet inconvénient serait d'accompagner le vecteur par des nanoparticules contenant des immunosuppresseurs qui réduiraient la réponse immunitaire spécifiquement sur le médicament transgénique, mais pas sur les autres infections dont le malade risquerait de souffrir en cas de traitement immunosuppresseur global. Afin de vérifier la validité de cette hypothèse, des tests ont été menés sur des animaux. S'étant révélés positifs, il est dorénavant envisagé de mener la même expérimentation chez l'être humain,.

### Autres exemples
En chirurgie, l'expérimentation animale est utilisée pour tester des actes chirurgicaux d'abord sur l'animal, avant de les tenter sur l'homme. Ainsi, les greffes de trachées avec une aorte ont-elles été d'abord tentées sur des moutons avant de les appliquer à des personnes humaines. L'implantation de cœur artificiel a été testée sur des animaux avant d'être tentée sur des personnes humaines. Un traitement de l'infarctus du myocarde par thérapie cellulaire a été testé avec succès en 2007 sur des rats avant qu'un essai clinique utilisant les mêmes principes ne soit lancé avec des personnes humaines en 2014.
Des médicaments ont été découverts à l'issue d'études préalables chez les animaux. Par exemple, en 1992, on découvre que, chez des souris atteintes d'une maladie similaire à la sclérose en plaques (une maladie auto-immune), les cellules immunitaires fabriquent une protéine qui leur permet de pénétrer dans le cerveau. Ces études ont permis de découvrir qu'un anticorps, le natalizumab, agissait sur la protéine analogue chez l'homme, et ont donné lieu à un traitement de la sclérose en plaques chez l'homme.
Lorsqu'un essai clinique est envisagé pour l'homme, le produit utilisé est d'abord testé en phase pré-clinique sur des animaux afin d'évaluer à quelle dose ce produit est efficace, à quelle dose il devient nocif, quel est le devenir du médicament dans l'organisme, quels sont les effets secondaires. Cette première étape a pour but de limiter les risques sur les premiers volontaires humains en phase I de l'essai. S'ils sont positifs chez l'animal, c'est un argument en faveur de la mise en place d'essais cliniques chez l'homme. En cas de succès de ces essais, on passe à la phase finale de fabrication du médicament et de mise sur le marché.
En radiothérapie du cancer, des études sont menées concernant une technique de radiothérapie flash, consistant à irradier la tumeur plus intensément mais pendant un temps très bref. Des essais sur la souris ont en effet montré que cette méthode donnait moins d'effets secondaires, et des essais cliniques sur l'homme sont envisagés en 2022.
Lors d'études menées chez le singe pendant la période 2000-2015, il a été montré qu'une puce électronique implantée dans le cerveau du singe permettait à celui-ci de commander à distance un bras articulé, commandé directement par le cerveau du singe. Une fois validée chez l'animal, la même technique a été tentée sur des personnes tétraplégiques. En 2014, un patient tétraplégique pareillement équipé a réussi à animer un bras robotisé qui a saisi une bouteille pour l'approcher de ses lèvres. Une autre patiente a pu animer individuellement les cinq doigts d'une main virtuelle sur un écran pour jouer une mélodie simple sur un clavier virtuel. Les recherches se poursuivent pour arriver à détecter les signaux du cerveau par des moyens moins invasifs.
Les essais effectués sur les animaux servent également à la mise au point de traitements applicables aux animaux. C'est le cas par exemple dans la mise au point d'antibiotiques. À l'inverse, on cherche également des traitements substitutifs aux antibiotiques, certaines bactéries étant devenues résistantes à ceux-ci. Des études sont menées sur des bactéries telles que Bdellovibrio qui ont la propriété de s'attaquer à d'autres bactéries. Des expériences menées chez la larve du poisson-zèbre suggèrent que Bdellovibrio pourrait aider à la lutte contre la bactérie Shigelle, dont une espèce est responsable de la dysenterie.

## Méthodes alternatives
Le développement de modèles alternatifs à l’utilisation d’animaux à des fins scientifiques et pédagogiques est encouragé par la directive européenne du 22 septembre 2010. Cette dernière représente en effet “une étape importante vers la réalisation de l’objectif final que constitue le remplacement total des procédures appliquées à des animaux vivants à des fins scientifiques et éducatives, dès que ce sera possible sur un plan scientifique. À cette fin, elle cherche à faciliter et à promouvoir les progrès dans la mise au point d’approches alternatives.”  Le 16 septembre 2021, le Parlement Européen a adopté une résolution intitulée “plans et mesures visant à accélérer le passage à une innovation sans recours aux animaux dans la recherche, les essais réglementaires et l’expérimentation “. Cette résolution vient réaffirmer les ambitions de la directive de 2010 et a pour objectif de faciliter la transition vers une recherche sans modèles animaux. Pour cela, elle reconnaît notamment “la nécessité d’un financement accru et ciblé dans le cadre d’Horizon Europe pour les modèles avancés n’impliquant pas l’utilisation d’animaux; invite la Commission, le Conseil et les États membres à mettre à disposition, à moyen et à long terme, un financement suffisant pour assurer la mise au point, la validation et l’introduction rapides de méthodes d’expérimentation permettant de se substituer aux méthodes d’expérimentation animale [...].”
ll existe différentes méthodes dites « alternatives », permettant de remplacer le nombre d’animaux utilisés à des fins scientifiques. De nombreuses hypothèses de recherches peuvent ainsi être testées in vitro (cellules en culture) ou ex vivo (organes ou tissus isolés). Ces méthodes permettent, d’étudier les mécanismes associés à certaines pathologies ou encore de tester l’effet de potentiels traitements. L’utilisation de modèles informatiques de prédiction (méthodes in silico) peut aussi apporter de précieuses informations. Dans certains cas, l’expérimentation in vitro a même complètement remplacé l'expérimentation animale (par exemple, produits cosmétiques dans l'Union européenne),.
L'industrie pharmaceutique suisse publie un rapport (son 5e en 2015) pour le bien être animal. Son bilan met en avant les différentes méthodes alternatives pour réduire le nombre d'animaux au strict nécessaire et en limitant les contraintes auxquelles ils sont soumis.
Des méthodes alternatives sont proposées telles que le projet d’Interpharma sur la mise en évidence et l’étude de toxicités rénales dans des modèles cellulaires, concentrés sur la réplication de l’architecture du tubule rénal. Des effets toxiques pourraient ainsi être identifiés à un stade précoce du développement des médicaments.
Le partenariat public-privé dans le domaine des sciences de la vie vise à développer "l'Innovative Medicines Initiative (IMI), qui soutient des projets de recherches. Le projet eTox a pour but de développer des stratégies méthodologiques innovantes et de nouveaux logiciels afin d'améliorer les prédictions de toxicité des candidats-médicaments. Les études sur l’animal ne seront conduites que pour des substances optimisées, réduisant le nombre d’animaux nécessaires pour les essais pré-cliniques. Le projet StemBANCC vise à générer et à caractériser 1 500 lignées de cellules souches pluripotentes humaines induites. Ces cellules iPS serviront à élaborer in vitro des modèles de maladies humaines (maladies d’Alzheimer et de Parkinson, neuropathie, diabète, migraine, troubles bipolaires, etc.) afin d’accélérer le développement de médicaments. Ainsi, il est possible de générer des cellules hépatiques, cardiaques, nerveuses et rénales pour effectuer des tests toxicologiques.
Des modèles de peau humaine sont utilisés pour la recherche sur les vaccins : les équivalents cutanés humains et les explants peuvent remplacer les modèles animaux.
Pour réduire le nombre d’animaux d’expérience et les essais multiples, le tout avec des résultats plus précis, des processus d’imagerie in vivo et ex vivo sont utilisés. Ces méthodes permettent de mesurer la croissance tumorale à l’aide de substances luminescentes et de l’imagerie en 3D : grâce à l’histologie en fluorescence en trois dimensions, il devient possible de décrire en détail l’effet de nouvelles substances actives sur l’approvisionnement des vaisseaux sanguins tumoraux.
La méthode in vitro utilisant des embryons de poisson zèbre pour tester l’effet des substances sur le développement est une solution alternative qui reste à valider. Elle remplit pour la première fois tous les critères essentiels pour le test de toxicité développementale. Plus perfectionné que ceux sur les tissus hépatiques de rat, ce test permet de couvrir l’ensemble du développement embryonnaire, de l’œuf fécondé à l’embryon développé. Ainsi, il tient compte de la toxicité potentielle de produits de la dégradation sans avoir besoin de recourir à des tissus de mammifères.

## Controverses
Le débat sur la condition et le bien-être des animaux étant grandissant, il existe de nombreuses controverses quant aux expérimentations animales.

### Opinion publique
Les résultats des sondages d'opinion concernant l'expérimentation animale sont variables selon la formulation et le cadrage des questions, mais semblent globalement aller vers un soutien du public à l'interdiction ou à la restriction de pratiques spécifiques ou de l'expérimentation animale en général, tout en estimant sa nécessité, ainsi qu'au financement public du développement de méthodes alternatives.
Ainsi, dans un sondage Ipsos / Gircor en France en 2023,  64% des Français se déclare opposée à l’utilisation des animaux à des fins scientifiques et en même temps 71% des Français considèrent qu’il faut autoriser l'expérimentation animale, notamment pour soigner les maladies animales (71%), la recherche médicale en absence d'alternative (69%) et pour trouver de nouveaux traitements (67%). Seuls 29% estiment qu’il faut l’interdire pour toute forme de recherche quelle qu’elle soit. Dans leur ensemble, 70% des Français font confiance aux chercheurs dans leur choix de modèle expérimental et 57% dans leur respect des normes éthiques. Ce sondage montre des disparités d'opinion en ce qui concerne les différentes espèces animales : il est inacceptable pour une majorité de Français que ces recherches impliquent les chiens et chats (57%), les singes (57%) et les grands singes (62%), qui ne représentent que 0,4% des animaux utilisés en France par an. En revanche, il n'est pas inacceptable pour une majorité de Français d'utiliser des souris ou rats (71%), insectes (75%), poissons (69%), céphalopodes (67%), oiseaux (56%), lapins (55%), animaux de ferme (52%). 38% des Français seulement reconnaissent être bien informés de chiffres d'utilisation d'animaux, alors que les souris, rats et poissons représentent 80,3 % des animaux utilisés par an. 
En 2013, une revue des enquêtes européennes menées jusqu'en 2010 suggère que l'opinion publique varie selon le type d'expérimentation (la recherche médicale étant mieux acceptée que les tests de produits ménagers), l’espèce utilisée (l'utilisation des primates étant moins bien acceptée que celle des rongeurs), le degré de souffrance infligée (les expérimentations légères étant moins rejetées que les expérimentations sévères) et la possibilité d’alternatives sans utilisation d'animaux (les pratiques identifiées comme ayant des alternatives disponibles étant plus souvent rejetées que celles identifiées comme n'ayant pas d'alternative),.
Les différences liées à l'espèce utilisée apparaissent en France en 2023 dans un sondage Ipsos / One Voice, dont les résultats indiquent que l'interdiction de l'expérimentation animale est largement soutenue par le grand public, plébiscitée à 81-85 % pour les chiens, chats, primates et équidés, 77 % pour les cochons, 70 % pour les poissons, 65 % pour les rongeurs et 55 % pour les insectes.
L'opinion semble également dépendre en partie de facteurs démographiques : âge, sexe, genre, proximité avec les animaux, religion et végétarisme font varier les réponses. Ainsi les hommes, les personnes situées sur la droite de l'échiquier politique et les personnes ayant des emplois plus rémunérateurs seraient plus susceptibles que les autres d’être favorables à l’expérimentation animale,.

### Éthique et légitimité
La discussion éthique sur l'expérimentation animale a largement tourné autour de la justification de l'idéologie spéciste, qui considère que l'appartenance à l'espèce est directement ou indirectement suffisante pour justifier une différenciation de traitement.
L'argumentaire antispéciste le plus connu est celui de Peter Singer, philosophe australien d'orientation utilitariste, dans son ouvrage La libération animale, initialement paru en 1975, puis augmenté en 1990, et à nouveau en 2013 sous le titre Animal Liberation Now,. L'ouvrage s'appuie largement sur l'argument des cas marginaux, qui affirme que si les compétences jugées comme étant spécifiques à l'espèce humaine sont utilisées pour justifier l'utilisation d'animaux autres qu'humains en expérimentation animale, alors elles justifient pour les mêmes raisons l'utilisation dans les mêmes conditions de certaines personnes humaines qui n'ont pas ces compétences (nouveau-nés, personnes en état de mort cérébrale, etc.). Dans une perspective utilitariste qui n'accorde pas de valeur en soi aux individus mais seulement à la quantité de plaisir et de souffrances qu'ils représentent, si l'expérimentation animale est acceptée, toute expérimentation similaire sur des personnes dont le degré de sentience est inférieure ou égale à celui des animaux utilisés devrait logiquement être accepté de la même manière. Au contraire, le refus d'expérimenter sur ces personnes devrait logiquement amener à refuser l'expérimentation animale.
En effet, beaucoup d'études d'expérimentation animale ne seraient pas acceptées sur des personnes humaines car trop dangereuses. En France, l’article L1121-2 du Code de la santé publique mentionne notamment que « l'intérêt des personnes qui se prêtent à une recherche impliquant la personne humaine prime toujours les seuls intérêts de la science et de la société ». L'expérimentation animale n'est pas soumise à cette restriction.
Le philosophe américain Tom Regan a également soutenu une position antispéciste et opposée à l'expérimentation animale dans son ouvrage Les droits des animaux (en), initialement paru en 1983. Contrairement à Singer, Regan se place dans une perspective déontologiste, au sein de laquelle tous les « sujets d'une vie » ont des droits inaliénables, dont celui de ne pas être considérés et utilisés comme des moyens pour une fin, mais comme des fins en soi, ayant une valeur intrinsèque.
Michael Allen Fox (en) est le seul philosophe à avoir produit un ouvrage complet en faveur de l'expérimentation animale : The Case for Animal Experimentation, paru en 1986. Dans cet ouvrage, il rejette l'idée qu'une justification soit nécessaire pour l'expérimentation animale dans la mesure où les animaux « ne sont d'aucune manière les égaux moraux des humains », puisqu'ils ne sont pas capables, d'après lui, d'évaluer le monde et d'avoir des préférences conscientes. La seule valeur qu'il accorde alors aux animaux est donc liée à ce qu'ils peuvent apporter aux humains. À l'argument des cas marginaux, il répond que l'appartenance à l'espèce humaine est suffisante pour justifier un traitement préférentiel. Quelques mois après la publication de son livre, après avoir échangé avec ses collègues philosophes et avec d'autres personnes, Fox a entièrement changé d'avis, et s'est prononcé à plusieurs reprises en défaveur de l'expérimentation animale, ne trouvant plus d'argument convaincant pour justifier le spécisme, devenant donc végane et publiant en 2000 un article intitulé The Case Against Animal Experimentation,,.

### Application de la réglementation
Certaines associations de protection des animaux, comme Animal Testing, spécialisée dans les enquêtes dans les laboratoires, affirment que la Directive européenne n'est pas respectée, ou que les contrôles et les comités d'éthique sont inefficaces, s'appuyant sur des exemples dénoncés par leurs enquêteurs infiltrés dans des laboratoires ou sur des lanceurs d'alerte. Les points limites jugeant de l'arrêt d'expériences ne seraient pas non plus toujours respectés. De plus, les méthodes d'étiquetage des animaux de laboratoire peuvent causer de la douleur et de l'inconfort, et affecter les résultats de l'étude.
En 2023, l'association One Voice a déposé un recours contre l'agrément en expérimentation animale du laboratoire NeuroSpin du CEA. Les rapports d'inspection obtenus par l'association révélaient des infractions graves et répétées ayant mené à la mort de plusieurs primates et à des souffrances beaucoup plus importantes que ce que permettait la réglementation. Le laboratoire n'aurait pourtant été sanctionné que d'une restriction d'agrément lui interdisant d'utiliser les macaques pendant un an en 2021, puis lui interdisant seulement de les priver d'eau pour les faire obéir,.

### Débats épistémologiques et scientifiques

#### Choix du modèle animal
Pour pouvoir réaliser une expérimentation, il est nécessaire d'utiliser un modèle qui soit prédictif pour l'objectif de l'étude (biologie, santé ou maladie humaine ou animale, atteinte de l'environnement). Les modèles animaux n'échappent pas à cette contrainte.
Beaucoup de traitements démontrés comme efficaces chez l'animal ne fonctionnent pas chez l'homme, et le rat, la souris ou le lapin peuvent répondre très différemment à un même équivalent-toxique. Chaque espèce possède en effet des caractéristiques physiologiques propres. Par exemple, le chimpanzé ne développe pas le sida mais a permis la découverte d'une protéine bloquant la maladie et les tumeurs ne se développent pas toutes de la même manière chez l'homme et chez l'animal. Il en est d'ailleurs de même au sein d'une même espèce : tous les humains ne réagissent pas de la même façon au virus de la grippe ou au cancer.
Pour ces raisons, il est essentiel que le choix d'un modèle biologique qu'il soit animal ou cellulaire soit réfléchi, et que les limites des conclusions qu'on pourra en tirer soient connues dès avant même d'initier le projet.
Les modèles animaux sont intéressants parce qu’ils partagent une majeure partie de leurs gènes avec les êtres humains. Les chercheurs recourent par exemple le plus souvent au modèle de la souris, en raison des traits génétiques, physiologiques, pathologiques et immunologiques qu’elle partage avec l’être humain. Entre les deux espèces, 99 % des gènes sont en effet homologues (identiques ou proches).
Le choix d'un animal de laboratoire et de la souche au sein d'une espèce n'est pas neutre. Il existe aujourd'hui de nombreuses lignées particulières (transgéniques ou non), dont certaines par exemple n'ont pas d'immunité, pas de poils, ou développent plus facilement ou moins facilement des cancers, etc. Le choix d'une de ces souches parmi toutes celles sélectionnées et produites pour les laboratoires peut introduire certains biais ; Les études toxicologiques sont en grande partie financées par les fabricants et/ou basées sur des données fournies par les fabricants qui ont fait travailler leur laboratoire ou des laboratoires externes avec des lignées animales pouvant par exemple être très peu sensibles au cancer ou aux perturbateurs endocriniens. Divers acteurs et les détracteurs d'une étude « longue durée » (deux ans) ayant conclu à un risque pour l'exposition à un OGM et/ou au désherbant total Roundup ont ainsi en 2012 reproché à son auteur (Gilles-Éric Séralini) d'avoir utilisé la souche Sprague-Dawley de rats de laboratoire, connue pour développer plus spontanément que d'autre des tumeurs cancéreuses, ce à quoi G.E. Sérallini a répondu que « cette souche de rats est utilisée dans presque tous les tests, et c’est en particulier la souche qui a servi pour homologuer tous les OGM ».
Ainsi, les auteurs d'une étude de l'université du Missouri-Columbia ont découvert en 2005 que les lignées de rats de laboratoire utilisés par les industriels pour les évaluations toxicologique du Bisphénol A (BPA) étaient au moins 25 000 fois moins sensibles aux perturbations hormonales que la moyenne et plus récemment, des différences encore plus importantes (avec des animaux jusqu'à 100 000 fois moins sensibles que d'autres) ont été observées dans d'autres cas, ce qui prend une importance majeure dans le cas des perturbateurs endocriniens susceptibles d'agir à de très faibles doses.
Le recours au chien en tant que modèle prédictif pour tester l’efficacité et la toxicité des thérapies innovantes pour les maladies neuromusculaires a connu de récents succès. En effet, les chiens peuvent souffrir des mêmes maladies génétiques que la population humaine, provenant de mutations sur des gènes similaires. En 2017, un traitement par thérapie génique chez des chiens atteints de myopathie myotubulaire a fait preuve d’une vraie efficacité lors des travaux d’une équipe française,. Ce traitement avait fait l'objet d'études chez la souris depuis 2007, et des essais cliniques sur l'homme ont débuté en 2017.
Toujours en 2017, une autre équipe a constaté l’efficacité d’une thérapie innovante dans le traitement de chiens atteints de la myopathie de Duchenne. La maladie est due à un défaut du gène codant la dystrophine, trop long pour être contenu dans un vecteur viral utilisé en thérapie génique. L'expérimentation sur des chiens a permis de valider la possibilité d'utiliser un gène plus court codant une microdystrophine. Ces essais ont en effet abouti à la restauration de la force musculaire et la stabilisation des symptômes cliniques de chiens naturellement touchés par une myopathie. Ces études ont permis la mise au point d'un essai clinique sur des enfants atteints de cette maladie, qui débute en mars 2021,.

#### Bien-être et valeur épistémique
Certains chercheurs[Qui ?] pensent que le bien-être de l'animal de laboratoire peut être nécessaire à la pertinence des résultats de nombreuses expérimentations.
« Seul un médicament sur neuf qui agit chez l'animal réussit jamais dans des essais cliniques humains, et les laboratoires ont souvent du mal à reproduire les résultats des autres. L'environnement dans lequel vivent ces créatures pourrait-il faire partie du problème ? » s'interrogent des chercheurs qui veulent améliorer la valeur et le bien-être des animaux de laboratoire à l'Université Stanford de Palo Alto (Californie). Joseph Garner constate que « les animaux de laboratoire tendent à être obèses, ont un système immunitaire affaibli et développent des cancers - avant même que les scientifiques ne fassent des expériences sur eux ». Il pousse donc les scientifiques à enrichir la qualité de vie de ces animaux (avec des jouets, des compagnons et des occasions de faire de l'exercice et d'explorer) pour que les résultats d'expérience soient plus conformes au réel. Il encourage aussi à transporter les souris dans un tube plutôt qu'en les prenant par la queue, ce qui est stressant pour elles. Mais il existe des détracteurs de cette approche qui craignent des coûts supplémentaires (des dizaines de millions de rongeurs et de poissons sont utilisés rien que dans les laboratoires américains), une complexification de leur travail et une reproductibilité encore diminuée de certaines expériences.
En 1947, Donald Hebb, psychologue qui utilisait des rats de laboratoire constatait que ses rats apprenaient moins bien au laboratoire que ceux qu'ils élevait chez lui en semi-liberté avec ses filles[réf. nécessaire].
Dans les années 1960, plusieurs études[Lesquels ?] ont conclu que des rats de laboratoire simplement élevés en présence de blocs de bois et d'un assortiment de labyrinthes rotatifs développaient de plus grandes régions sensorielles de leur cerveau, mais seuls les primates voient leurs conditions de détention s'améliorer (dans les années 1980 notamment).
En 1996, un Guide du Conseil national américain de la recherche pour le soin et l'utilisation des animaux de laboratoire encourage le personnel chargé des soins aux animaux à ajouter des éléments dans les cages dont des couvertures pour fabriquer des nids voire de diffuser de la musique et des films aux animaux tels que chiens, et singes. Un guide spécifique aux poissons est publié en 1995.
En 2000, un neuroscientifique australien (Anthony Hannan, de l'Université de Melbourne), inspiré par des travaux ayant prouvé qu'enrichir la vie d'un animal enclenche chez lui la croissance de nouveaux neurones, observe ce qui se passe quand il "pimente" la vie de ses souris de laboratoire,. Après avoir introduit dans les cages du carton pour faire des nids, des boules de couleurs vives pour le jeu ainsi que des échelles et des cordes pour grimper, et il constate que les souris R6/2, ainsi stimulés étaient bien moins enclines à perdre du volume cérébral et à développer des symptômes de type Huntington que élevés de manière standard, (c'est la première expérience qui a montré que la maladie de Huntington n'est pas à 100 % génétique et des conclusions similaires ont été produites avec les souris ou rats utilisés comme modèles pour l'étude de l'autisme, de la dépression ou de la maladie d'Alzheimer. D'autres montreront que l'absence d'activité physique et de stimulation de l'activité cérébrale accroissent la vulnérabilité de la souris et du rat à certaines désordres cérébraux,,. On sait aussi maintenant qu'un stress important ou chronique chez une femelle ou un mâle peut induire des modifications épigénétiques pour plusieurs générations de sa descendance.
La théorie de la recherche de nourriture sociale[Quoi ?] suggère que les animaux vivants en groupe tirent profit des liens sociaux persistants, ce qui conduit à une tolérance accrue dans la recherche de nourriture et le partage d'informations. Les chauves-souris sont parmi les mammifères les plus sociaux, vivant souvent dans des colonies de dizaines à des milliers d'individus pendant des dizaines d'années, mais on[Qui ?] sait peu de choses sur leur dynamique de recherche de nourriture sociale. Nous[Qui ?] avons observé trois colonies de chauves-souris en captivité pendant plus d'un an, quantifiant plus de 13 000 interactions d'alimentation sociale. Nous[Qui ?] avons constaté que les individus utilisaient systématiquement l'une des deux stratégies de recherche de nourriture, soit produire (collecter) des aliments eux-mêmes, soit les extraire directement de la bouche d'autres individus. Les types de recherche de nourriture individuels étaient cohérents pendant au moins 16 mois, sauf pendant la période de lactation où les femelles se sont déplacées vers la production. Les «scrouners»[Quoi ?] ont délibérément choisi avec qui interagir lors de la recherche sociale, générant ainsi des relations sociales persistantes et non aléatoires avec deux ou trois producteurs spécifiques. Ces relations persistantes entre producteurs et scrouners semblent réduire l'agressivité au fil du temps. Enfin, le dépouillement était fortement corrélé avec la vigilance, et nous émettons l'hypothèse que les individus sujets à la vigilance se tournent vers la fouille dans la nature pour atténuer le risque d'atterrir sur un arbre fruitier potentiellement dangereux. Nous[Qui ?] trouvons que la colonie de chauves-souris est un système social riche et dynamique, qui peut servir de modèle pour étudier le rôle que la recherche de nourriture sociale joue dans l'évolution de la socialité des mammifères. Nos résultats soulignent l'importance de considérer les tendances individuelles lors de l'exploration des modèles de comportement social des animaux vivant en groupe. Ces tendances soulignent davantage la nécessité d'étudier les réseaux sociaux au fil du temps.[Interprétation personnelle ?]

#### Réfutation de la valeur épistémique des expérimentations animales
Les adversaires des essais pharmaceutiques sur les animaux dénoncent « la valeur informative limitée »[réf. nécessaire] de ces essais du fait que l'animal n'est pas identique à l'Homme. C'est notamment le cas, en France, des associations Antidote Europe et Pro Anima. Des études systématiques ont montré que les essais sur les animaux échouent souvent à refléter fidèlement les résultats obtenus chez l’humain,. Plus récemment, les résultats d'une étude publiée en 2023 suggèrent que la prudence doit être de mise quant à la transposabilité entre espèces de composés prolongeant la durée de vie.
C'est la raison pour laquelle[réf. nécessaire] les essais cliniques sont menés de manière graduée : phase pré-clinique chez l'animal d'abord, suivi d'une phase I sur quelques patients en bonne santé, puis d'une phase II sur quelques malades, puis d'une phase III sur un échantillon plus large de malades, et d'une phase IV sur l'ensemble des malades après autorisation de mise sur le marché. Un produit qui ne passerait pas la phase pré-clinique ne sera jamais testé sur l'homme. Les précautions prises n'empêchent pas l'existence d'un risque à toute phase de l'étude, comme le montre l'exemple dit de « l'essai thérapeutique de Rennes », en 2016, qui a causé un décès en phase I et l'hospitalisation de cinq personnes à la suite d'effets secondaires graves, alors que, lors de l'essai pré-clinique, « les résultats à disposition des études de toxicité chez l’animal ne montrent pas d’éléments laissant présager une toxicité telle que survenue dans l’essai ».

### Expérimentation des produits cosmétiques sur les animaux
L'évolution de la relation entre les humains et les animaux a remis en question l'expérimentation animale. Or, à la différence des produits chimiques ou des composés médicaux, les produits biologiques exigent des tests à plusieurs reprises avant d'être mis sur le marché, d'où les tests systémiques sur les animaux. De ce fait, la recherche a recours à des animaux lorsqu'il est nécessaire de découvrir les réactions du corps.
Cependant, l'Union européenne prévoit un grand budget au développement et à la validation des méthodes alternatives pour les industries cosmétiques. Les organisations de protection des animaux ont également constaté que même dans les pays dépourvus de dispositions et conditions favorables à la protection des animaux, on remarque une résistance sur les tests des animaux à des produits cosmétiques. Il est également scientifiquement prouvé[réf. nécessaire] que "les tests sur les animaux à des fins de sécurité sont extrêmement problématiques dans la mesure où les résultats sont d'une qualité et une validité contestable pour les humains"
En 2022, une initiative citoyenne européenne est soutenue par une coalition d'associations et recueille plus d'1,4 million de signatures. Elle a pour but, entre autres, de réduire les nombreuses exceptions qui persistent et empêchent que l'interdiction d'expériences sur les animaux pour les cosmétiques soit réellement mise en œuvre.

#### En Europe
Depuis plusieurs années, les autorités européennes ont intensifié leur action contre l'utilisation de l'expérimentation animale dans l'industrie cosmétique. La Commission européenne en a une définition :

« les produits cosmétiques sont des substances ou des mélanges de substances, destinés à être mis en contact avec les parties superficielles du corps humain ou avec les dents et les muqueuses buccales, en vue, exclusivement ou principalement, de les nettoyer, de les parfumer, d’en modifier l’aspect, de les protéger, de les maintenir en bon état ou de corriger les odeurs corporelles ». »

Prise en 2013, la décision d’interdire, sur l’ensemble du territoire européen, tous les cosmétiques ayant fait l’objet de tests sur les animaux marque l’aboutissement d’un très long processus amorcé en 1993 avec la mise en œuvre d’une directive concernant la protection des animaux au moment de leur abattage ou de leur mise à mort. La première directive « cosmétique » introduite en 1976 a, au fur et à mesure de ses modifications successives, établi un cadre réglementaire dans le but d’éliminer progressivement l’expérimentation animale. C’est le Royaume-Uni qui a été le précurseur de la législation sur l’expérimentation animale dans le monde par la loi de 1997 qui interdit l’expérimentation animale dans le secteur de la cosmétique,[source insuffisante].
Cette législation met en exergue la volonté de l’Union Européenne de sensibiliser ses citoyens et de leur offrir la possibilité de mieux consommer, de manière éthique, transparente et dans le respect des droits des animaux.
C’est ainsi qu’en septembre 2014 est entrée en vigueur la loi sur l’interdiction de l’expérimentation des produits cosmétiques sur les animaux vendus en Europe. Cette loi de 2014 n’est pas une nouveauté. En 2003, un amendement a mis en œuvre cette interdiction graduelle en prohibant à partir de 2004 l’expérimentation s’appliquant aux produits cosmétiques finis où les fabricants de cosmétiques ont l’interdiction de faire des tests sur les animaux en Europe. Puis, en 2009, ils décident de remplacer progressivement les tests sur les animaux par d’autres procédés. L’interdiction du 11 mars 2013 reflète la conviction du public que les cosmétiques « ne peuvent pas passer avant la vie et le bien-être ».
Cependant, certains fabricants de cosmétiques utilisent toujours des animaux pour tester leurs produits avant leur commercialisation. Selon une étude réalisée en 2016 par l’association de défense des animaux Peta, plus de 250 marques de cosmétiques, notamment Avon, Neutrogena, Guerlain, L’Occitane, MAC Cosmetics, Vidal Sassoon et Mary Kay, ont encore recours à ces pratiques. Un pays comme la Suisse a interdit depuis 2008 l’expérimentation de produits et d’ingrédients cosmétiques sur les animaux mais cette loi est facilement contournable lorsque l’expérimentation est à visée médicale. De ce fait, il existe des activités illégales d’expérimentation animale sur produits cosmétiques délocalisées en Suisse[source insuffisante].
Selon, la Société pour la prévention de la cruauté envers les animaux[réf. nécessaire], 27 000 animaux sont utilisés pour ces tests chaque année. Avant l’interdiction des tests, près de 9 000 animaux étaient utilisés par l’industrie cosmétique en Europe. Ils étaient plus de 1 510 en 2004 et 344 en 2009.
En 2011, 11 481 521 animaux ont été utilisés dans les laboratoires, soit 4,3 % de moins qu’en 2009. Enfin, malgré l’interdiction des tests expérimentaux sur les animaux de 2009, encore 90 ont été utilisés pour tester des cosmétiques, en 2011.

#### Dans le monde
Bien plus loin que l’Europe, « l’ interdiction des tests (pour les produits cosmétiques) sur les animaux progresse partout dans le monde ». Les pays concernés sont principalement l’Inde, la Chine, L’Australie, le Brésil, la Nouvelle-Zélande, les États-Unis et Israël.
- L’État d’Israël a interdit depuis 2007 les tests sur les animaux pour les produits cosmétiques et d’entretien, puis depuis 2010 l’interdit d’importer des produits cosmétiques ayant été testés sur les animaux.
- Depuis la loi de 2013, l’Inde a interdit les tests sur les animaux pour cosmétiques et la commercialisation de ces produits finis ou d’ingrédients entrant dans la confection d’un produit.
- La Chine supprime l’obligation de tester les cosmétiques sur les animaux pour la plus grande part de la production nationale.
- L’État brésilien de São Paulo interdit l’expérimentation animale pour les cosmétiques. Un projet de délai est lancé au Brésil pour l’interdiction des tests au niveau national.
- En Nouvelle-Zélande, un député propose l’interdiction des tests sur les animaux pour les cosmétiques dans le cadre de l’animal Welfare Act.
- Le parti des verts australiens lance le projet de loi End Cruel Cosmetics.
- Aux États-Unis, 140 sociétés soulignent l’adoption d’un Human Cosmetics Act et un projet de loi est introduit par le représentant Jim Moran.

## Actions collectives
Depuis le XIXe siècle, les controverses portant sur l’expérimentation animale se font de plus en plus nombreuses dans le monde, notamment en Europe. Ainsi, c’est la Royal Society For The Prevention Of Cruelty To Animals qui, en 1824, est la première association caritative de défense animale voyant le jour en Grande-Bretagne. Approuvée par la Reine Victoria en 1840, d’où la mention « Royal », l’association se veut agir contre la maltraitance animale, notamment dans le cadre de l’expérimentation, en agissant avec ses membres pour sauver un animal, identifier les personnes maltraitantes, et jusqu’à changer la loi lorsque c’est possible.
En France, plus récemment, le collectif Stop aux animaux dans les labos d'expérimentation (SALE), créé en 2008, organise dans plusieurs grandes villes des actions visant à informer sur les pratiques en laboratoire, et à dénoncer une certaine « propagande officielle », en prenant appui notamment sur la Directive 2010/63/UE du parlement européen et du conseil du 22 septembre 2010 relative à la protection des animaux utilisés à des fins scientifiques, qui « affirme la nécessité du recours à l'expérimentation animale pour le progrès médical et définit les conditions dans lesquelles elle peut être pratiquée dans l’Union européenne ». Pour SALE, cette directive est jugée comme inutile, renforçant le mal-être des animaux en laboratoire.
En août 2022, une initiative citoyenne européenne visant une Europe sans expérimentation animale a recueilli plus de 1 400 000 signatures.

### Politique
En France, les propositions de loi sur la progression des méthodes de l’expérimentation animale sont, dans la majeure partie des cas, dues aux eurodéputés, et souvent rejetées.
La parution de l'essai "Profession : animal de laboratoire" d'Audrey Jougla en 2015 relance le débat dans l'opinion publique et pour les politiques : la proposition de résolution pour une commission d'enquête, en 2018, s'appuie sur le livre et le député Nicolas Dupont-Aignan mentionne 
"un récit saisissant sur la souffrance infligée aux animaux dans les laboratoires", mais la proposition sera rejetée.
L'association L214, qui œuvre pour le bien-être animal, est à l'origine du site Politique-animaux.fr qui recense chaque prise de position pour, en faveur, et contre les animaux en politique. Sur l'expérimentation animale, il est apparent que les controverses et les propositions effectuées pour la diminuer proviennent des partis politiques écologistes. Par exemple, Laurence Abeille, membre d'Europe-Écologie-Les-Verts, se prononce régulièrement contre l'expérimentation animale, pour un contrôle accentué des expérimentations animales en milieu scolaire ou pour leur interdiction concernant les cosmétiques.
Younous Omarjee, eurodéputé de l'Union d'Outre-Mer, a fait adopter en commission un projet de développement des alternatives à l’expérimentation animale pour la recherche médicale : « Trois projets (…) ont été adoptés hier par la Commission environnement du Parlement européen (…) Le deuxième projet pilote adopté ce matin vise à financer le développement de méthodes alternatives à l’expérimentation animale pour la recherche bio médicale. Si ce projet était adopté, près d’un million d’euros seraient dédiés au développement de ces méthodes alternatives ».
Les méthodes alternatives, qui doivent être validées par l'ECVAM, sont envisagées comme pouvant à terme permettre de ne plus utiliser les animaux.
En France, le 8 novembre 2024, une majorité à l'Assemblée nationale (Rassemblement national, Nouveau Front populaire) vote des amendements portés par le RN, LFI et le PS pour des taxes sur l'expérimentation animale, qui auraient eu pour effet son arrêt total. Une tribune de scientifiques décrit ces amendements déposés par le PS et RN comme identiques et écrits par l'association OneVoice avec comme argument principal que 89 % des médicaments testés sur l'animal ne fonctionnent pas chez l'homme. Le projet de loi de finances 2025 ayant été rejeté, elles ne sont pas en vigueur. Un collectif de 2829 chercheurs s'indigne le 10 décembre 2024 contre ces mesures et reviennent sur des points de désinformation à leur origine, notamment que 86% des médicaments testés chez l'animal fonctionnent chez l'homme.

### Législation
- Directive 2010/63/UE du Parlement européen et du Conseil du 22 septembre 2010 relative à la protection des animaux utilisés à des fins scientifiques (JO L 276 du 20.10.2010)
- Décision d’exécution de la Commission du 20 décembre 2013 rectifiant l’annexe II de la décision d’exécution 2012/707/UE établissant un format commun pour la transmission des informations conformément à la directive 2010/63/UE du Parlement européen et du Conseil relative à la protection des animaux utilisés à des fins scientifiques (Journal Officiel des Communautés européennes du 15/01/2014).